# Acquit
Acquit is de aanvangspositie van een partij in het carambolebiljart. Daarbij ligt de rode bal op het bovenacquit, de (gemarkeerde of gele) bal van de tegenstander op het benedenacquit en de speelbal op het linker of rechter onderacquit. Voor een geldige carambole is het verplicht dat de speelbal eerst de rode bal raakt. Tegenwoordig is internationaal vastgelegd dat de acquitstoot moet worden gespeeld met de volledig witte bal als speelbal.

## Bepalen welke speler mag afstoten
Een gebruikelijke manier om te bepalen wie mag/moet beginnen is om beide spelers tegelijk een bal vanaf de afstootlijn naar de verste korte band en terug te laten spelen. Daarbij gaat het er om dat de bal zo dicht mogelijk bij de korte band aan de kant van het benedenacquit stil komt te liggen. Degene die daar het best in slaagt mag zeggen of hij of zij zelf de acquitstoot gaat spelen of dat de ander moet beginnen.

## De acquitpunten
Er staan op een match- of clubbiljart 5 (of 7) acquitpunten:
- A = Bovenacquit (op een kwart van de lengteas vanaf de bovenband)
- B = Middenacquit (op het midden van de lengteas)
- C = Benedenacquit (op een kwart van de lengteas vanaf de benedenband, zijnde de afstootlijn)
- D = Linkerbenedenacquit (links van het benedenacquit op de afstootlijn)
- E = Rechterbenedenacquit (rechts van het benedenacquit op de afstootlijn)
- (F) = Linkerbovenacquit (links van het bovenacquit)
- (G) = Rechterbovenacquit (rechts van het bovenacquit)

## Afstand van de beneden- en bovenacquits tot de korte band
De denkbeeldige (evenwijdig aan de korte band lopende) lijn die men kan trekken over het linker onderacquit, het onderacquit en het rechter onderacquit (de afstootlijn genoemd), ligt op een kwart van de tafellengte van de dichtstbijzijnde korte band (de onderband).
De linker- en rechter acquit liggen op deze lijn op een afstand van 18.25 cm van de lengteas bij een biljartformaat van 2.84m x 1.42m of 15.5 cm bij een biljartformaat van 2.30 x 1.15 m of 15 cm bij een biljartformaat van 2.10 x 1.05 m. Het bovenacquit ligt eveneens op een kwart van de tafellengte, maar dan vanaf de bovenband. De optionele acquitpunten 6 en 7 liggen ook op deze lijn, een kwart van de lengte vanaf de bovenband op dezelfde afstanden vanaf de lengteas als de linker- en rechter onderacquitpunten.

## De acquitstoot in de loop van een partij
In de volgende gevallen mag of moet er (met behoud van de gemaakte caramboles) eveneens van acquit worden gegaan:
- Als 2 van de ballen tegen elkaar aan ('vast') liggen mag de aan stoot zijnde speler van acquit
- Als een speler een bal van de tafel laat springen moet de tegenstander van acquit
- In de (eventuele) nabeurt van een partij gaat de speler die niet begonnen is van acquit